# Capitalisme et schizophrénie
Capitalisme et schizophrénie (em português:  Capitalismo e esquizofrenia; 1972—1980) é uma obra teórica composta por dois volumes escrita pelos autores franceses Gilles Deleuze e Félix Guattari, respectivamente filósofo e psicanalista. Os volumes da obra são L'anti-Œdipe (O anti-Édipo, 1972) e Mille Plateaux (Mil Platôs, 1980).